# Edward Detkens

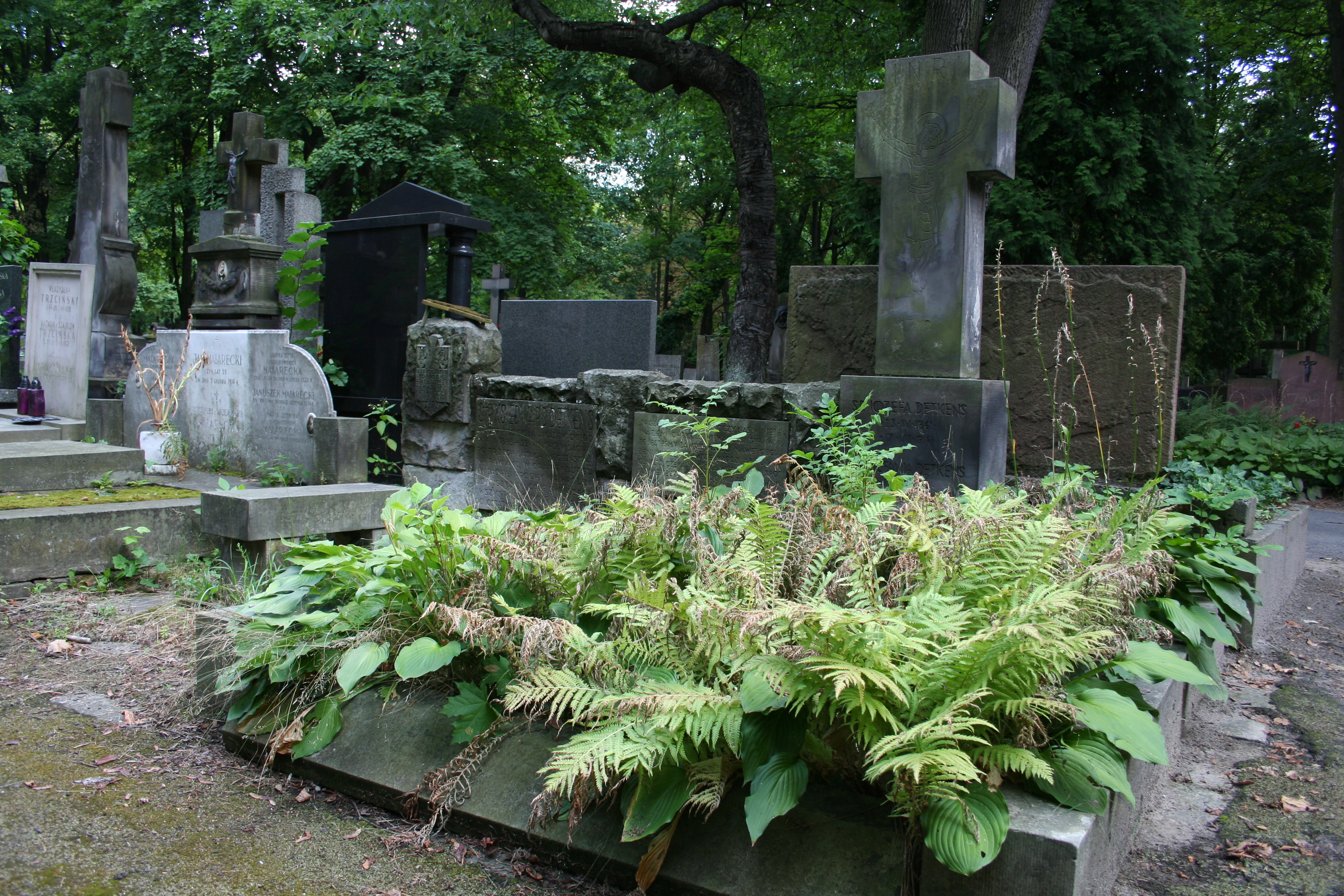
Symboliczny grób Edwarda Detkensa na warszawskim cmentarzu Powązkowskim

Edward Detkens (ur. 14 października 1885 we wsi Mokotów, zm. 10 sierpnia 1942 w Dachau) – polski duchowny rzymskokatolicki, błogosławiony Kościoła katolickiego, duszpasterz środowisk akademickich w Warszawie.

## Życiorys
Syn Aleksandra i Józefy z Messów. Ukończył szkołę techniczną, następnie  Wyższe Metropolitalne Seminarium Duchowne św. Jana Chrzciciela w Warszawie. Posługiwał jako wikary w parafiach Żbików i św. Jana w Warszawie. Od 1931 był wikarym, a od 1934 rektorem pobernardyńskiego kościoła akademickiego św. Anny w Warszawie. Pracował jako nauczyciel w LO im. Jana Zamoyskiego. Od 1922 był organizatorem duszpasterstwa akademickiego. W 1936 zapoczątkował pielgrzymki młodzieży akademickiej na Jasną Górę. Publikował artykuły w Encyklopedii Kościoła i prasie. Działał w organizacjach robotniczych. Pracował także w PCK, za co otrzymał odznakę honorową PCK.
W czasie II wojny światowej prześladowany za swoją działalność duszpasterską zatrzymany na Pawiaku 5 października 39 i 30 marca 1940 przez Gestapo, a następnie wywieziony do niemieckiego obozu koncentracyjnego Sachsenhausen (KL) (2 maja 1940). Przewieziony do Dachau, jako numer 27831, ze względu na swój beznadziejny stan przeznaczony został do zamordowania w komorze gazowej. Na śmierć szedł z modlitwą na ustach.

Jedna z jego ostatnich notatek:

Ewangelia uczy nas żyć w Bogu; zwłaszcza teraz wymaga od nas, by coś, a nawet wszystko złożyć w ofierze: jeden musi życie, inny – pracę albo cierpienie, co w świetle Krzyża Chrystusa ma swój sens, dla nas – może bardzo trudny do zrozumienia, ale przez to można łatwiej wypełnić wielki obowiązek życia.(...) Nasza modlitwa jednoczy nas w niebie i na ziemi.(...) Do widzenia tu, albo tam!

Jego symboliczny grób znajduje się na cmentarzu Powązkowskim w Warszawie (kwatera 105-2-28,29,30).
Papież Jan Paweł II w Warszawie 13 czerwca 1999 beatyfikował Edwarda Detkensa w grupie 108 polskich męczenników.